# Shibusawa Tatsuhiko
Shibusawa Tatsuhiko (japanisch 澁澤 龍彦, bürgerlich: Shibusawa Tatsuo (澁澤 龍雄); * 8. Mai 1928 in Tokio; † 5. August 1987) war ein japanischer Schriftsteller, Übersetzer und Literaturkritiker.

## Leben und Werk
Shibusawa studierte französische Literatur an der Universität Tokio, konnte auf Grund einer Tuberkuloseerkrankung hier nicht, wie geplant, eine Lehrtätigkeit aufnehmen. Hier fand der französische Surrealismus und sein Hauptvertreter, André Breton, sein besonderes Interesse. 1955 gründete er mit Deguchi Yūkō und Nozawa Kyō das Literaturmagazin Janru.
Nachdem er 1954 Jean Cocteaus La Grand Ecart übersetzt hatte, wurde er über Breton auf die Werke Marquis de Sades aufmerksam. Seine Übersetzung von L’Histoire de Juliette ou les Prosperites du vice erschien 1959. Die Veröffentlichung des Werkes führte zu einem Prozess gegen ihn und seinen Verleger Ishii Kyōji, der als „Fall Sade“ in die japanische Publikationsgeschichte eingegangen ist. 1962 kam es zunächst zu einem Freispruch, 1963 kam es zu einer Verurteilung durch den Obersten Gerichtshof. Ein Einspruch der Beklagten endete 1969 mit der Bestätigung des Schuldspruchs wegen der Veröffentlichung eines obszönen Textes mit einer 8 zu 5 Entscheidung, was zur Verurteilung zu einer geringfügigen Geldstrafe führte.
Dennoch fuhr Shibusawa fort, erotische Literatur aus dem Französischen zu übersetzen und verfasste auch eine Biographie des Marquis de Sade. Er verfasste außerdem Romane wie Karakusa Monogatari (唐草物語), Utsuro Bune (うつろ舟) und Takaoka-shinnō Kōkaiki (高丘親王航海記), Essays, Literaturkritiken und Studien über mittelalterliche Dämonologie.